# Кобилін (Цехановський повіт)
Кобилін (пол. Kobylin) — село в Польщі, у гміні Опіноґура-Ґурна Цехановського повіту Мазовецького воєводства.
Населення — 119 осіб (2011).
У 1975-1998 роках село належало до Цехановського воєводства.

## Демографія
Демографічна структура станом на 31 березня 2011 року:
|          | Загалом | Допрацездатний вік | Працездатний вік | Постпрацездатний вік |
| -------- | ------- | ------------------ | ---------------- | -------------------- |
| Чоловіки | 68      | 16                 | 47               | 5                    |
| Жінки    | 51      | 11                 | 23               | 17                   |
| Разом    | 119     | 27                 | 70               | 22                   |